# Bethalus secutor
Bethalus secutor là một loài chân đều trong họ Armadillidae. Loài này được Jackson miêu tả khoa học năm 1924.